# 金丸謙一
金丸 謙一（かなまる けんいち、1948年（昭和23年）12月23日 - ）は、日本の政治家。元千葉県館山市長（4期）、元館山市議会議員（2期）。

## 来歴
千葉県館山市出身。千葉県立安房高等学校卒業。1999年（平成11年）4月の館山市議会議員選挙に初当選。2003年（平成15年）、再選。
2006年（平成18年）11月19日投開票の館山市長選挙に立候補。自民党推薦の鈴木陽一、現職の辻田実らを破り初当選を果たした（金丸：9,593票、鈴木：7,956票、辻田：7,366票）。投票率は59.65％。12月10日、市長就任。
2010年（平成22年）、再選。
2014年（平成26年）11月16日投開票の市長選に自民党・公明党の推薦を得て立候補。元千葉テレビ放送営業局長の渡辺正史との一騎打ちを制し、3選（金丸：12,344票、渡辺：10,518票）。投票率は56.70％。
2018年（平成30年）11月18日投開票の市長選に自民党・公明党の推薦を得て立候補。新人、無所属で元市議で、自営業の室厚美を抑え、4選（金丸：11,257票、室：7,552票）。投票率は過去最低の47.71％。
2022年　(令和4年) 11月13日投開票の市長選に自民党・公明党の推薦を得て立候補。新人、無所属で元市議で、学習塾経営の森正一に破れ落選　(森：7,971票、金丸：7,414票、室：4,441票)。投票率は51.63％。12月9日に退任した。

## 不祥事
2019年（平成31年）4月上旬、屋形船のおかみを名乗る女性が市秘書広報課を訪れ、口頭で市長の屋形船就航のオープニングイベント出席を求めた。市は、開催日時や場所、イベントの目的などを記載した文書の提出を依頼。後日、再訪した女性から「出席依頼申請書」を受け取った。市は観光振興に役立つ事業と判断し、金丸市長の出席を決定。出席依頼申請書に記載があった法人宛てに祝い金として公金5千円を支出した。同年4月25日に行われたオープニングイベントには館山商工会議所の会頭ら約40人が参加。金丸は船内の上座へ通され、女性とその夫と向かい合わせに座り、館山湾内を周遊しながら1時間程懇談した。
その後、7月下旬に女性は暴力団組員の妻であったことが発覚。女性の夫は顔見知りの男性漁師に購入させた漁船を巡り、電話で脅して名義を変えようとしたとして強要未遂容疑で逮捕された。8月20日、金丸は臨時記者会見で「組員とはイベントで初めて会った。逮捕の新聞報道で組員と分かり驚いた」と釈明し、市長交際費5千円を支出したことを謝罪した。